# 초원길

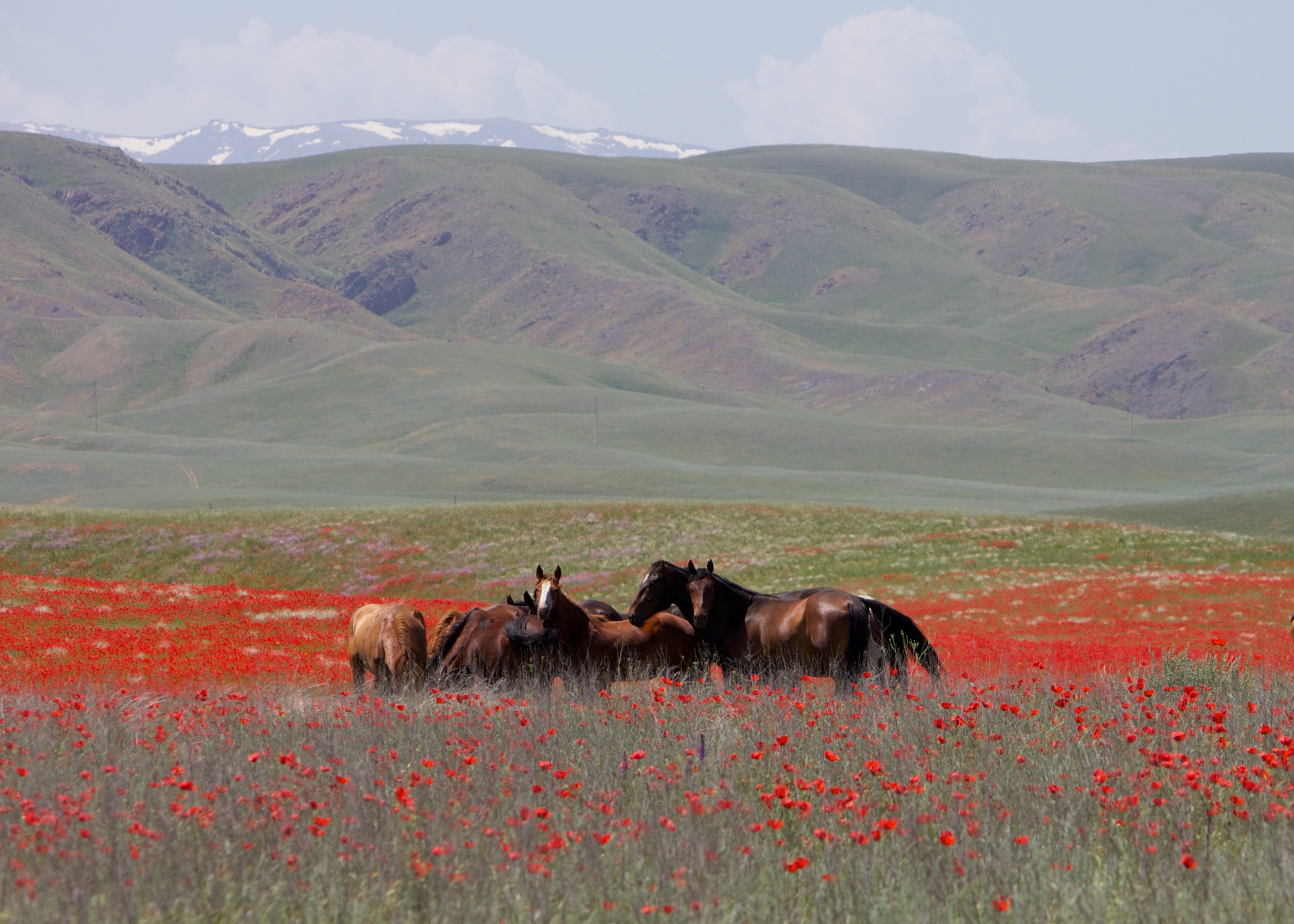
카자흐스탄 초원길의 모습

초원길은 유라시아 스텝을 통과하는 고대 육로로, 실크로드의 전신이다. 비단과 말이 주 교역품이었으며, 부차적으로 모피, 무기류, 악기, 보석(터키석, 라피스라줄리, 마노, 연옥)의 교역 역시 이루어졌다. 약 10,000 km에 걸쳐 뻗어있다. 스텝 무역로를 통한 유라시아 대륙 횡단 무역은 실크로드보다 최소 2천 년 이상 앞선다.

## 위치
초원길은 다뉴브강 하구에서부터 태평양까지 뻗어 있어 북아시아 스텝을 중심으로 동유럽과 중국 북동부를 연결한다. 유라시아 스텝은 넓고 평평한 지형과 독특한 생태계를 가지고 있다. 북쪽은 러시아와 시베리아의 숲으로 둘러싸여 있다. 남쪽은 사막지대로, 그 경계는 명확하지 않다. 스텝의 주요 특징은 대륙성 기후로 수분이 부족하기 때문에 농사에 부적합하다. 이 스텝은 우랄산맥, 알타이산맥-사얀산맥, 다싱안링산맥을 기준으로 말이 자유롭게 다닐 수 있는 4개의 구획으로 나뉜다.

## 공동체
유라시아 유목민들의 문자 기록이 부실하기 때문에 이들이 스스로 무어라 자칭했는지 판단하기 어렵고, 초원길을 따라 산재한 다양한 문화들은 대부분 독특한 매장 방식과 유물들을 통해 확인된다. 정교한 유물들이 발견되며 유목민의 선사문화와 공예술이 정주민의 문화와 공예술에 비해 덜 발달했다는 가설을 약화시켰다. 기원전 1000년경부터 기마전을  통해 목축과 농경을 동시에 수행하는 유목민들의 관습이 퍼지기 시작했다. 스텝 유목민들은 여름과 겨울 목초지 사이에서 1년에 몇 번씩 거주지를 옮겨다니며 다른 이웃 공동체들로부터 사회적인 인정을 받는 조직적인 공동체를 이루었다. 이 공동체들은 교역을 통해 소식을 교환하고 관계를 다지기도 했다.
유라시아 스텝의 공동체들은 서로 유전적으로 밀접하게 연관되지는 않았지만 서로 밀접한 관계를 이루어 생활했다는 것이 지배적인 견해이다. 각 공동체는 그들만의 민족적 유래를 가지고 있었지만, 동시에 이웃을 포함해 더 멀리 있는 공동체들과도 긴밀한 접촉을 유지했다. 프랑의스 역사학자 페르낭 브로델은 목축 유목민의 존재가 역사의 더딘 발달 속도 속에서 빠른 변화와 문화적인 변동을 가져온 파괴적인 세력의 증거로 보았다.
카라-카바강을 따라 알타이산맥과 타르바가타이산맥이 만나는 지점, 즉 러시아, 몽골, 중국의 국경 근처에 위치한 파지릭 문화의 귀족 무덤인 카자흐스탄의 베렐을 비롯한 새로운 유적들에서 발굴 프로젝트가 이루어졌다. 이 프로젝트는 스텝 무역로의 공동체들을 문화적으로 분류하기 위해서는 여전히 더 많은 과제가 남아있다는 것을 재확인시켜주어 카자흐스탄, 키르기스스탄, 우즈베키스탄, 투르크메니스탄, 타지키스탄에서 발견된 유적들을 발굴할 때에 숙고할 점을 제시했다는 평가를 받는다. 이 연구는 기원전 4세기 후반과 3세기 초의 반유목민 아리마스피인들이 단지 무역을 위해 말을 사육한 것이 아니라는 것을 확인시켜 주었다. 아리마스피인들은 동양과 서양 세계의 합류점에 지속적인 영향을 남긴 뛰어난 야금학자, 건축가, 도예가, 보석상, 목각가, 화가들이었다.